# 라상테 교도소

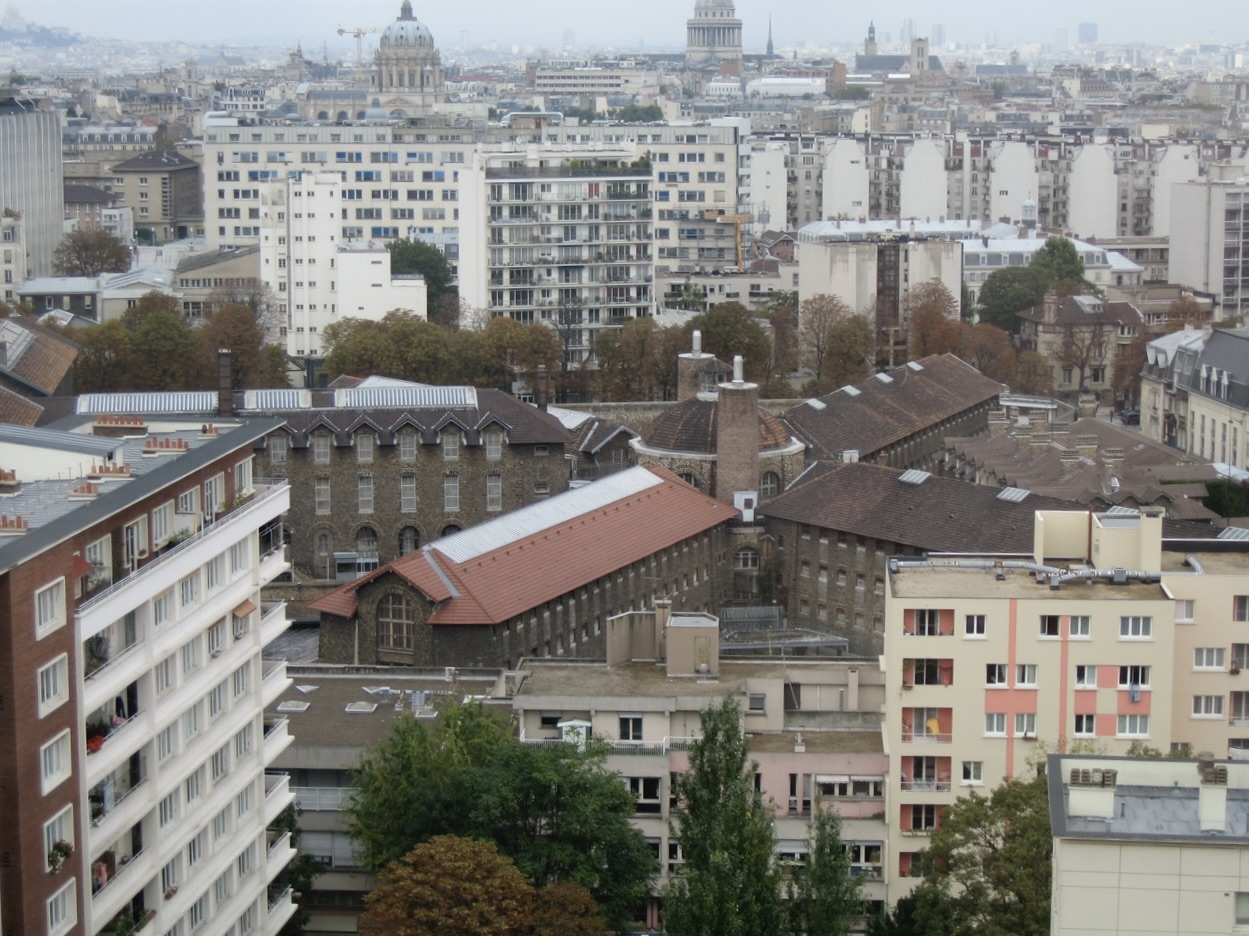
라상테 교도소

라상테 교도소(프랑스어: Prison de la Santé, Maison d'arrêt de la Santé)는 프랑스 파리 14구에 위치한 교도소이다.

## 수감자목록
- 카를로스 더 자칼
- 기욤 아폴리네르
- 조르주 베르나노스
- 장 주네
- 마누엘 노리에가
- 마르셀 프티오
- 오스기 사카에
- 장 피에르 레비
- 호세 지오반니
- 사가와 잇세이